# Charmosyna rubrigularis
Charmosyna rubrigularis е вид птица от семейство Папагалови (Psittaculidae).

## Разпространение
Видът е разпространен в Папуа Нова Гвинея.